# Rick Kehoe
Richard Thomas "Rick" Kehoe, född 15 juli 1951, är en kanadensisk före detta ishockeytränare och professionell ishockeyspelare som tillbringade 14 säsonger i den nordamerikanska ishockeyligan National Hockey League (NHL), där han spelade för ishockeyorganisationerna Toronto Maple Leafs och Pittsburgh Penguins. Han producerade 767 poäng (371 mål och 396 assists) samt drog på sig 120 utvisningsminuter på 906 grundspelsmatcher. Han spelade även på lägre nivåer för Tulsa Oilers i Central Hockey League (CHL) och London Knights och Hamilton Red Wings i OHA-Jr.
Kehoe draftades i andra rundan i 1971 års draft av Toronto Maple Leafs som 22:a spelare totalt.
Han vann Lady Byng Trophy för säsongen 1980-1981 och två raka Stanley Cup som assisterande tränare för Pittsburgh Penguins för säsongerna 1990-1991 och 1991-1992.
Kehoe var tvungen att sluta spela professionell ishockey i förtid vid 33 års ålder på grund av att han fick neuropati i delar av ryggraden som gjorde att hans högra arm blev bortdomnad och gjorde omöjligt att fortsätta som ishockeyspelare. Han var inom Penguins organisation mellan 1984 och 2003 där han var chefsscout/talangscout, assisterande tränare och tränare och 2005 var han temporär tränare under tre matcher för deras primära samarbetspartner Wilkes-Barre/Scranton Penguins i American Hockey League (AHL). Sedan 2006 är han talangscout för New York Rangers.

## Statistik
| 1969–1970      | London Knights      | OHA-Jr.        | 23  | 3   | 2   | 5   | 6   | —  | — | —  | —  | — |
|                | Hamilton Red Wings  | OHA-Jr.        | 32  | 2   | 4   | 6   | 77  | —  | — | —  | —  | — |
| 1970–1971      | Hamilton Red Wings  | OHA-Jr.        | 58  | 39  | 41  | 80  | 43  | 7  | 4 | 0  | 4  | 2 |
| 1971–1972      | Toronto Maple Leafs | NHL            | 38  | 8   | 8   | 16  | 4   | 2  | 0 | 0  | 0  | 2 |
|                | Hamilton Red Wings  | OHA-Jr.        | 32  | 18  | 21  | 39  | 20  | —  | — | —  | —  | — |
| 1972–1973      | Toronto Maple Leafs | NHL            | 77  | 33  | 42  | 75  | 20  | —  | — | —  | —  | — |
| 1973–1974      | Toronto Maple Leafs | NHL            | 69  | 18  | 22  | 40  | 8   | —  | — | —  | —  | — |
| 1974–1975      | Pittsburgh Penguins | NHL            | 76  | 32  | 31  | 63  | 22  | 9  | 0 | 2  | 2  | 0 |
| 1975–1976      | Pittsburgh Penguins | NHL            | 71  | 29  | 47  | 76  | 6   | 3  | 0 | 0  | 0  | 0 |
| 1976–1977      | Pittsburgh Penguins | NHL            | 80  | 30  | 27  | 57  | 10  | 3  | 0 | 2  | 2  | 0 |
| 1977–1978      | Pittsburgh Penguins | NHL            | 70  | 29  | 21  | 50  | 10  | —  | — | —  | —  | — |
| 1978–1979      | Pittsburgh Penguins | NHL            | 57  | 27  | 18  | 45  | 2   | 7  | 0 | 2  | 2  | 0 |
| 1979–1980      | Pittsburgh Penguins | NHL            | 79  | 30  | 30  | 60  | 4   | 5  | 2 | 5  | 7  | 0 |
| 1980–1981      | Pittsburgh Penguins | NHL            | 80  | 55  | 33  | 88  | 6   | 5  | 0 | 3  | 3  | 0 |
| 1981–1982      | Pittsburgh Penguins | NHL            | 71  | 33  | 52  | 85  | 8   | 5  | 2 | 3  | 5  | 2 |
| 1982–1983      | Pittsburgh Penguins | NHL            | 75  | 29  | 36  | 65  | 12  | 10 | 3 | 2  | 5  | 4 |
| 1983–1984      | Pittsburgh Penguins | NHL            | 57  | 18  | 27  | 45  | 8   | —  | — | —  | —  | — |
| 1984–1985      | Pittsburgh Penguins | NHL            | 6   | 0   | 2   | 2   | 0   | —  | — | —  | —  | — |
| NHL totalt     | NHL totalt          | NHL totalt     | 906 | 371 | 396 | 767 | 120 | 39 | 4 | 17 | 21 | 4 |
| CHL totalt     | CHL totalt          | CHL totalt     | 32  | 18  | 21  | 39  | 20  | —  | — | —  | —  | — |
| OHA-Jr. totalt | OHA-Jr. totalt      | OHA-Jr. totalt | 113 | 44  | 47  | 91  | 126 | 7  | 4 | 0  | 4  | 2 |